# Вербовое (Павлоградский район)
Вербовое (укр. Вербове) — село,
Троицкий сельский совет,
Павлоградский район,
Днепропетровская область,
Украина.
Код КОАТУУ — 1223587502. Население по переписи 2001 года составляло 270 человек .

## Географическое положение
Село Вербовое находится на левом берегу реки Малая Терса,
выше по течению на расстоянии в 1 км расположено село Пристень (Синельниковский район),
ниже по течению на расстоянии в 5,5 км расположено село Троицкое.